# Kafr Burayshah
Kafr Burayshah (tiếng Ả Rập: كفر بارجة), còn được gọi là Kafr Barja, là một ngôi làng ở phía bắc tỉnh Aleppo, tây bắc Syria. Nó nằm trên đồng bằng Queiq, 10 kilômét (6,2 mi) phía đông bắc Azaz, 45 km (28 mi) phía bắc thành phố Aleppo và 3 km (1,9 mi) phía nam biên giới với tỉnh Kilis của Thổ Nhĩ Kỳ. Ngôi làng hành chính thuộc về Nahiya Sawran ở quận Azaz. Các địa phương lân cận bao gồm Nayarah 4 km (2,5 mi) về phía tây nam và Shamarikh 3 km (1,9 mi) về phía tây bắc. Trong cuộc điều tra dân số năm 2004, Kafr Burayshah có dân số 126.